# Camarena
Camarena es un municipio y localidad española de la provincia de Toledo, en la comunidad autónoma de Castilla-La Mancha. Cuenta con una población de 4634 habitantes (INE 2024). Este municipio es conocido popularmente por sus vinos y por su industria vinícola, ya que se encuentra en la zona de producción de la Denominación de Origen Méntrida.

## Toponimia
El término Camarena deriva del antropónimo prerromano camarus del que, a su vez, se deriva Camarenus. El término camarus en latín tiene una relación con el griego antiguo καμάρα (kamára), que significa "bóveda", "arco" o "cámara", refiriéndose a una estructura abovedada o a un espacio cubierto. Por lo tanto, podría hacer referencia a un lugar abovedado o techado, quizá relacionado con una estructura o un tipo de construcción en el área.
Otra teoría sugiere que el nombre proviene de su pertenencia a la Cámara del Arzobispo de Toledo, es decir, que fue una propiedad administrada directamente por dicho arzobispado, lo que habría dado origen al topónimo.

## Geografía
El municipio se encuentra situado en la zona norte de la provincia de Toledo, a 575 m sobre el nivel del mar y cuenta con 66,22 km cuadrados de extensión y dista 32 km de la capital provincial y regional, Toledo y a 56 km de la capital del país, Madrid.
Está situado sobre un terreno llano, aunque algo desigual, formando un valle situado en la comarca de Torrijos y linda con las poblaciones de: Las Ventas de Retamosa, Chozas de Canales, Arcicóllar, Recas y Fuensalida y Santa Cruz del Retamar, todas de Toledo.
| Noroeste: Santa Cruz del Retamar | Norte: Las Ventas de Retamosa | Nordeste: Casarrubios del Monte |
| Oeste: Fuensalida                |                               | Este: Chozas de Canales         |
| Suroeste: Fuensalida             | Sur: Arcicóllar               | Sureste: Recas                  |

Se encuentran varios montes entre los que cabe destacar el de San Andrés, Monteviejo, el Velado y el de la Beata de Canta el gallo. Corren por el término cuatro arroyos sin agua normalmente que desembocan en el Guadarrama: al noroeste el de Carlamin, al norte el de Gadea, que se une con este en el centro del pueblo, al este el de Boadilla y el último al oeste del Prado Palacios; este último dando nombre a una zona verde recreativa inaugurada en abril de 2007.

## Historia

### Prehistoria y Edad Media
Las poblaciones en la zona de lo que hoy es Camarena se pueden retrotraer hasta la Prehistoria, donde destaca especialmente la presencia del pueblo prerromano de los Carpetanos (que se extendía por el entorno de Toledo). Sin embargo, la información que ha llegado hasta el presente de este periodo, junto con las etapas romana y visigoda, es muy escasa y aún falta mucho por descubrir de su pasado en estos momentos históricos.
La dominación romana, que tanta resistencia halló en esta región, arrasó muchas de estas poblaciones, que no volvieron a ser reedificadas hasta la llegada de los godos. Entre estas poblaciones se encuentra Camarena, que fue repoblada en el año 697 por orden del Rey Égica. Esta época de reconstrucción visigoda ha dejado notables vestigios arqueológicos en la zona. Entre ellos destaca un tenante datado en la segunda mitad del siglo VII. Además, en fechas recientes, un vecino de Camarena descubrió un capitel visigodo, confirmando la importancia de la presencia visigoda en la localidad.
La conquista por parte de los árabes hizo muy floreciente la Comarca de Torrijos, enriqueciéndola con sus cultivos, lo que hizo crecer sus poblaciones. Fue reconquistada por Alfonso VI en su marcha triunfal hacia Toledo.
Se tiene constancia, gracias a los documentos que se han conservado, que el territorio de Camarena se repuebla durante la Reconquista, por parte de los cristianos, en la zona conocida como San Nicolás de Pozuelo, que posteriormente sería nombrado como Prado Redondo.
Camarena formó parte del Sexmo de Casarrubios, una división administrativa medieval que pertenecía a la Comunidad de Ciudad y Tierra de Segovia. Se formó entre 1161 y 1208, consolidándose como una unidad territorial dentro del concejo segoviano. Su origen está vinculado al antiguo alfoz de la ciudad islámica de Calatalifa, cuyos territorios fueron cedidos al concejo de Segovia en 1161 y delimitados definitivamente por privilegios de Alfonso VIII en 1208.
Durante el reinado de Alfonso VII de León, se mandó repoblar la aldea y en 1142 esta se donará al monasterio de Santa María de Batres. Esta donación respondía a la política de Alfonso VII de fortalecer el control cristiano sobre las tierras recién repobladas. Durante este período, la influencia monástica promovió la consolidación del asentamiento y su crecimiento económico, favorecido por su ubicación en una zona estratégica entre Toledo y el valle del Alberche.
Camarena estuvo dividida en Camarena Suso y Camarena Yuso, términos que significan "Camarena de arriba" y "Camarena de abajo", respectivamente. Camarena Yuso, es actualmente la localidad de Camarenilla. Esta división se originó entre los siglos XII y XIII, debido a razones eclesiásticas, nobiliarias y geográficas. En aquella época, era común que los territorios se repartieran entre diferentes señoríos o instituciones religiosas, y la estructura topográfica del lugar también pudo influir en la denominación.

#### Camarena, capital del Reino

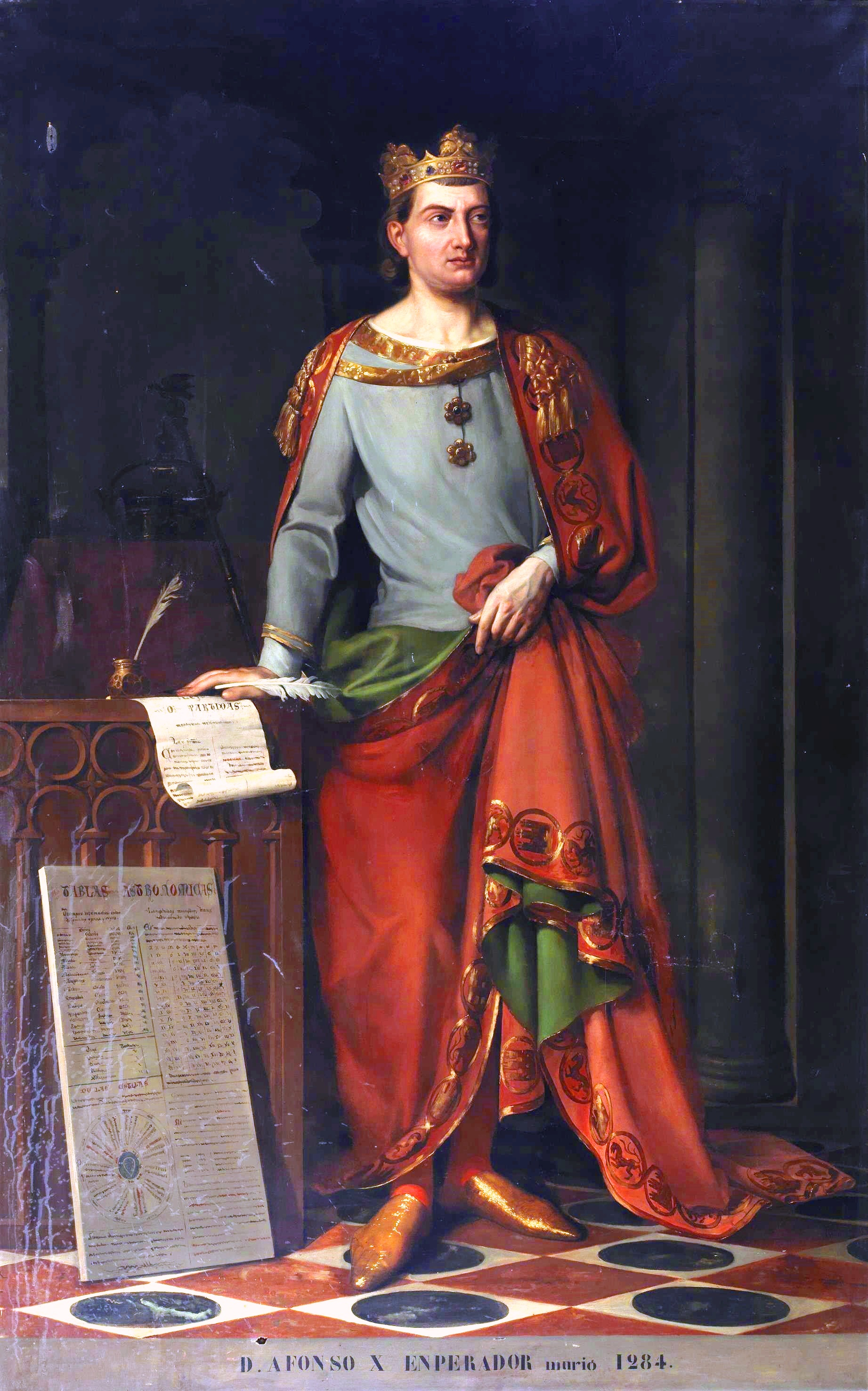
Alfonso X

Camarena  también fue escenario de estancias reales. Alfonso X el Sabio estuvo durante unos cuatro meses. El rey quería visitar sus ciudades castellanas, que hacía meses que no había visto. Entre los lugares que visitó se encontraba Camarena, según nos cuenta el cronista, la estancia real en el lugar fue larga. Con anterioridad había visitado el término en varias ocasiones, como podemos comprobar por las cartas que escribió durante su estancia. El jueves 24 de noviembre de 1272, ya se hallaba en Camarena desde donde concedió una carta al Monasterio de Santo Domingo el Real de Madrid.

“Don Alfonso, por la gracia de dios Rey de Castiella, de Toledo, de Leon, de Gallizia, de Sevilla, de Cordova, de Murcia, de Jahen é del Algarve, al Conçeio de Maydrit de villa é de Aldeas, i á Gonçalvo perez mio omme, é á domingo alegre, é á otros qualesquiere que ayan de veer la mi Lavor de Maydrit, Salut é gracia.

Ya sabedes de como yo é la Reina mandamos lavrar el Monesterio de sancto domingo de las dueñas de vuestro logar; Et han mester leña para la su casa é para su despensa é pasto para los bueyes de la lavor. Onde mando que puedan cada dia traer dos cargas de leña pora su casa, assí como vos, el Conçeio, gelas diestes; é que
ninguno non gelas pueda embargar, por que trayan Leña verde, ni escatimar ni peyndrar por ello. [...].
Dada en Camarena, yueves XXIIII dias de noviembre, Era de mill é CCC é diez
años.
Yo Sancho perez, Nothario de la Camara del Rey, Thesorero de Jahen la fiz escrivir por mandado del Rey”.

Dos meses después, con fecha 21 de enero de 1273, mandó otra carta desde Camarena, también a Santo Domingo el Real de Madrid.
Se tiene constancia de que en 1400, el rey Enrique III permaneció unos días en Camarena de paso y aquí firmó varios documentos, entre ellos dos cartas enviadas a Murcia, y otra a Burgos. Después de varios días partió hacia Talavera de la Reina, quedando parte del Consejo establecido en la localidad.
En 1498, los Reyes Católicos dieron al Concejo de Camarena Carta Puebla de Fuero Real, emancipándolo así de todo señorío.
A medida que fueron pasando los años, la archidiócesis de Toledo fue adquiriendo terrenos en lo que ya era considerado Camarena. De hecho, en las Relaciones topográficas de Felipe II de 1576 se señala esta pertenencia a dicho arzobispado y se considera que su nombre inicial como villa era Camara. En esta documentación se señala que la aldea siempre ha pertenecido a la ciudad de Toledo, tal y como lo recuerdan los antiguos camareneros. Esta vinculación a la iglesia toledana se podía observar en el antiguo escudo de armas que se encontraba en la fachada del Ayuntamiento, perteneciente al arzobispo Juan Pardo de Tavera, realizado posiblemente años previos a su fallecimiento. Este fue, poco tiempo después, fue sustituido por el escudo de armas real que se conserva a día de hoy.
En las Relaciones topográficas de Felipe II, en el punto 6, se hace la siguiente referencia:

«Al sexto capitulo de la dicha instrucion dijeron que en la casa del ayuntamiento hay un escudo de las armas reales de Su Magestad y habra treinta años poco mas a menos que este escudo de armas se puso en el dicho ayuntamiento, y estaban en la dicha casa de ayuntamiento un escudo de las armas de don Juan Tavera arzobispo que fue de la dicha cidad de Toledo, y en muriendo que murio el dicho arzobispo, las mando quitar la justicia de Toledo, y las quitaron».

El edificio del ayuntamiento fue construido entre los siglos XVI y XVII, con planta de forma en "L", distribuido en dos pisos y cuyas fachadas principales constituyen una galería de soportales.

### SigloXVII

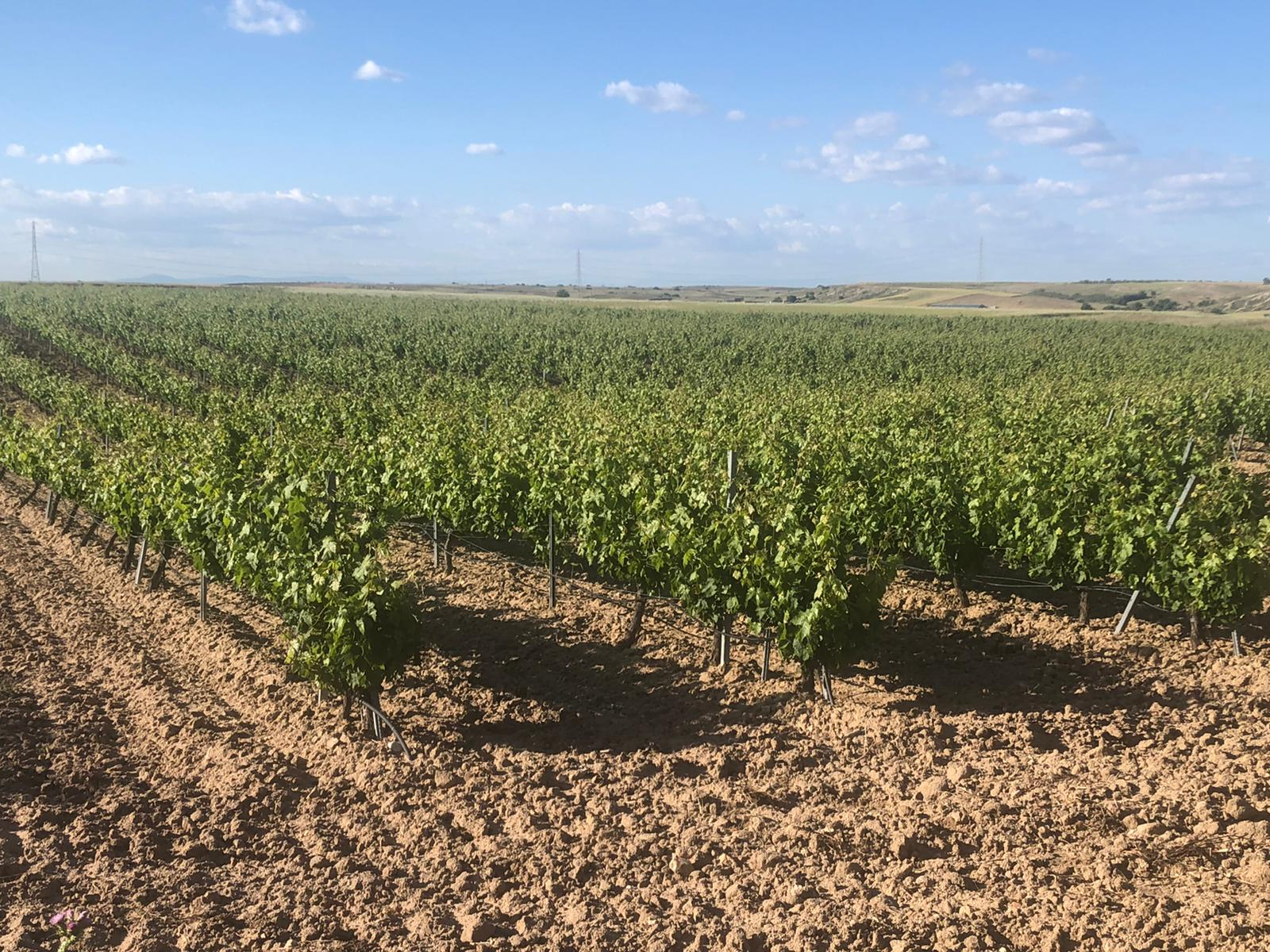
Viñedos de Camarena

Por otro lado, se ha conseguido documentar la existencia de cuevas en el siglo XVII. Este hecho se encuentra relacionado con que los vinos producidos en la localidad, ya en este periodo histórico, eran muy apreciados en toda la región, especialmente el denominado «aragonés». Así, se puede observar cómo la tradición vitivinícola de este municipio se remonta como mínimo trescientos años.
En 1620, los vecinos de la localidad entablaron un pleito con el Ayuntamiento de Toledo debido a los derechos de venta de los vinos de la zona, lo que evidencia la importancia de la producción vitivinícola en la economía local de la época.
Además, Camarena cuenta con una red de galerías subterráneas, muchas de las cuales fueron utilizadas para la elaboración y almacenamiento del vino. Estas cuevas tienen más de 450 años de antigüedad, aunque la fecha exacta de su construcción no se conoce. Se han encontrado referencias documentales de su existencia a principios del siglo XVII. La tradición vitivinícola de la localidad, ligada a estas galerías, sigue viva hoy en día, y algunas de estas cuevas han sido digitalizadas para su conservación y difusión.

### SigloXVIII
Durante ese siglo, la población de la localidad rondaba los 1.120 habitantes, repartidos entre aproximadamente 280 viviendas.
En el año 1717, el municipio de Camarena fue distinguido con el título de "fiel" como recompensa por su apoyo a Felipe V durante la Guerra de Sucesión Española.

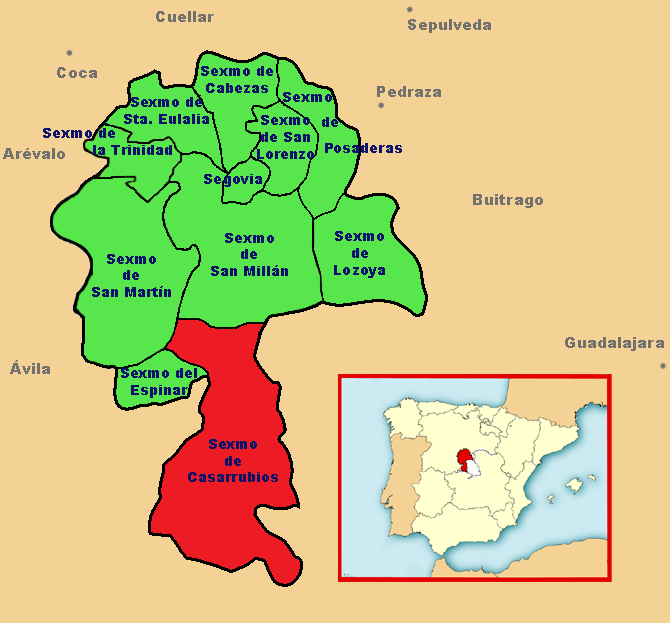
Mapa del Sexmo de Casarrubios, incluido en la Tierra de Segovia

En 1749, con la reforma administrativa impulsada por Felipe V, se creó la Intendencia de Madrid, también llamada Tierra de Madrid. Dentro de esta reorganización, Camarena fue incluida en dicha intendencia, junto a otros pueblos del sexmo de Casarrubios. En el Catastro de Ensenada de 1752, Camarena ya aparece registrada dentro de esta nueva demarcación administrativa, consolidando así su paso de la jurisdicción histórica de Segovia a la administración madrileña.
En lo que respecta a la actividad industrial, merece mención la instalación en 1777 de una fábrica de hilado de lana, vinculada a la Real Fábrica de Guadalajara. Esta factoría llegó a disponer de unos ochenta tornos, con los que se producían más de 8.000 libras de lana al año. Además, funcionaba en el pueblo un molino de aceite, el único del que se tiene constancia en ese periodo.

### SigloXIX
A mediados del siglo XIX, el lugar tenía contabilizada una población de 1040 habitantes.  Este período fue clave para el desarrollo del municipio, ya que se llevaron a cabo importantes mejoras en la infraestructura. Una de las principales obras fue la instalación de un sistema que permitió traer agua de manera eficiente, lo que garantizó el abastecimiento a la fuente pública, un avance crucial para la vida diaria de la comunidad. Por otro lado, en 1892 se puso en marcha la construcción de la carretera que uniría Toledo con Valmojado y la carretera de Extremadura,  lo que impulsó significativamente la economía local al mejorar las comunicaciones y facilitar el comercio. Este mismo año se instaló el reloj del Ayuntamiento.
Además de estas obras, durante el siglo XIX, la localidad comenzó a consolidarse como un centro productivo, especialmente en el ámbito agrícola, aunque aún faltaba mucho por explorar en términos de desarrollo industrial. La mejora de las infraestructuras fue fundamental para el futuro crecimiento y la conexión de Camarena con otras localidades cercanas.
En 1833, con la división provincial llevada a cabo por Javier de Burgos durante la regencia de María Cristina, se redefinieron las provincias siguiendo criterios más funcionales, aunque sin tener en cuenta del todo la historia ni la geografía. En este nuevo reparto, Camarena fue adscrita a la provincia de Toledo, pese a haber pertenecido durante casi un siglo a la administración de Madrid.

En el Diccionario geográfico-estadístico-histórico de España y sus posesiones de Ultramar, de 1846, Pascual Madoz describía así a Camarena. 

Camarena es una villa con ayuntamiento, situada en terreno llano aunque algo desigual, formando un valle. Su clima es benigno, con vientos del sur y oeste; sin embargo, son comunes las fiebres gástricas y afecciones de pecho. Cuenta con 345 casas, todas de un piso, algunas de buena construcción, organizadas en torno a una plaza principal, dos plazuelas y calles generalmente mal empedradas y sucias.

Dispone de casa consistorial con oficinas para los servicios públicos, cárcel, pósito y escuela de primera enseñanza para niños (50 a 60 alumnos) y para niñas (60 a 70), financiadas en parte por los fondos públicos.
En el pasado existió un beaterio llamado San Ildefonso, dedicado a la educación de niñas, suprimido a finales del siglo anterior. El edificio fue reutilizado. También había un convento de Mínimos de San Francisco de Paula, con templo y edificio en buen estado.
La iglesia parroquial, ubicada al oeste del núcleo urbano, está dedicada a San Juan Bautista, construida en piedra y ladrillo, y fue consagrada en 1692 por orden del cardenal Portocarrero. En las afueras hay una ermita dedicada al Santísimo Cristo de la Sangre y un cementerio en buen estado.
El término municipal limita al norte con Las Ventas de Retamosa, al este con Chozas de Canales, al sur con Arcicóllar y al oeste con Fuensalida. Abarca 5.500 fanegas de tierra e incluye los despoblados de Bohadilla y Pedro Moro (donde aún se conservan restos góticos), además de otros caseríos como San Andrés.
Lo riegan tres arroyos de escaso caudal: el Camarlín (que atraviesa el pueblo), el de Bohadilla y el del Prado-Palacios. El terreno es mayoritariamente de cultivo, aunque de calidad mediocre, con zonas de monte bajo.
Los caminos son locales, y al norte pasa la carretera general de Madrid a Badajoz. El correo se recibe desde Valmojado tres veces por semana.
Se cultivan trigo, cebada, centeno, avena, garbanzos, vino y aceite, siendo muy apreciado el vino dulce llamado "aragonés". Hay ganadería de cerdo y oveja, algo de caza menor, dos molinos de aceite, una tahona y un tejar casi en desuso.

La población era de 260 vecinos (1.040 habitantes). La riqueza imponible ascendía a 1.826.697 reales, incluyendo los caseríos de Pedro Moro y San Andrés. El presupuesto municipal era de 23.000 reales, de los que 3.300 se destinaban al secretario, financiado mediante arbitrios locales y el aprovechamiento comunal de pastos.

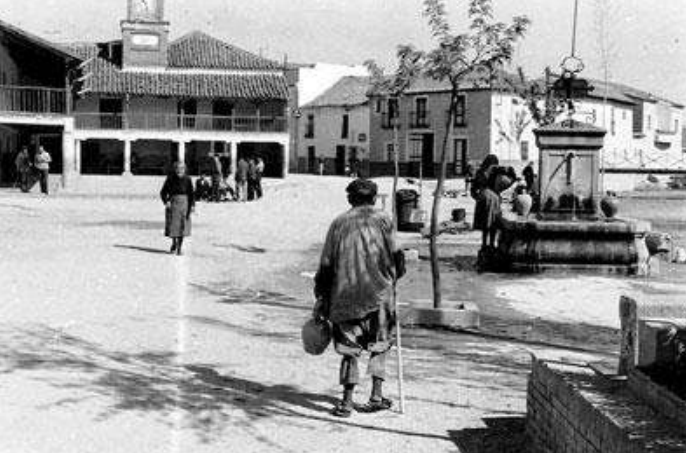
Plaza del Ayuntamiento, a principios del

### SigloXX
Durante el siglo XX, Camarena experimentó una serie de mejoras y desarrollos, aunque de manera gradual. Sin embargo, este periodo estuvo marcado por varios desafíos: la localidad tuvo que afrontar epidemias de gripe que afectaron considerablemente a su población, desastres naturales que destruyeron tanto cosechas como viviendas, y la Guerra Civil, que resultó en una drástica disminución de la población debido a la emigración masiva.
Dentro del término municipal de Camarena existía el término de Peromoro, un enclave que estaba ligado a un antiguo señorío, que con el tiempo quedó abandonado. A pesar de su desaparición como núcleo habitado, el rey Alfonso XIII creó en 1910 el condado de Peromoro, concediéndolo a Mariano López de Ayala y del Hierro, comandante de artillería. Aunque el título nobiliario sigue existiendo, el lugar que le dio nombre forma parte de Camarena sin población estable desde hace siglos. Actualmente este título lo ostenta Luis Ignacio López de Ayala y Aznar, III conde de Peromoro.
El 19 de octubre de 1936, Camarena fue tomada por las tropas nacionales sin apenas resistencia, en ese momento contaba con 2.368 habitantes. Según consta en La Causa, «las milicias y los individuos de izquierda dos o tres días antes de la liberación huyeron hacia Madrid». Esto supuso que localidad perdiera casi la mitad de su población.
Sin embargo, tras la contienda, el municipio logró reponerse de las pérdidas humanas y materiales. Se impulsaron proyectos de reconstrucción y se retomaron las actividades económicas tradicionales, especialmente en el ámbito agrícola y vitivinícola, que lograron atraer población.

### SigloXXI

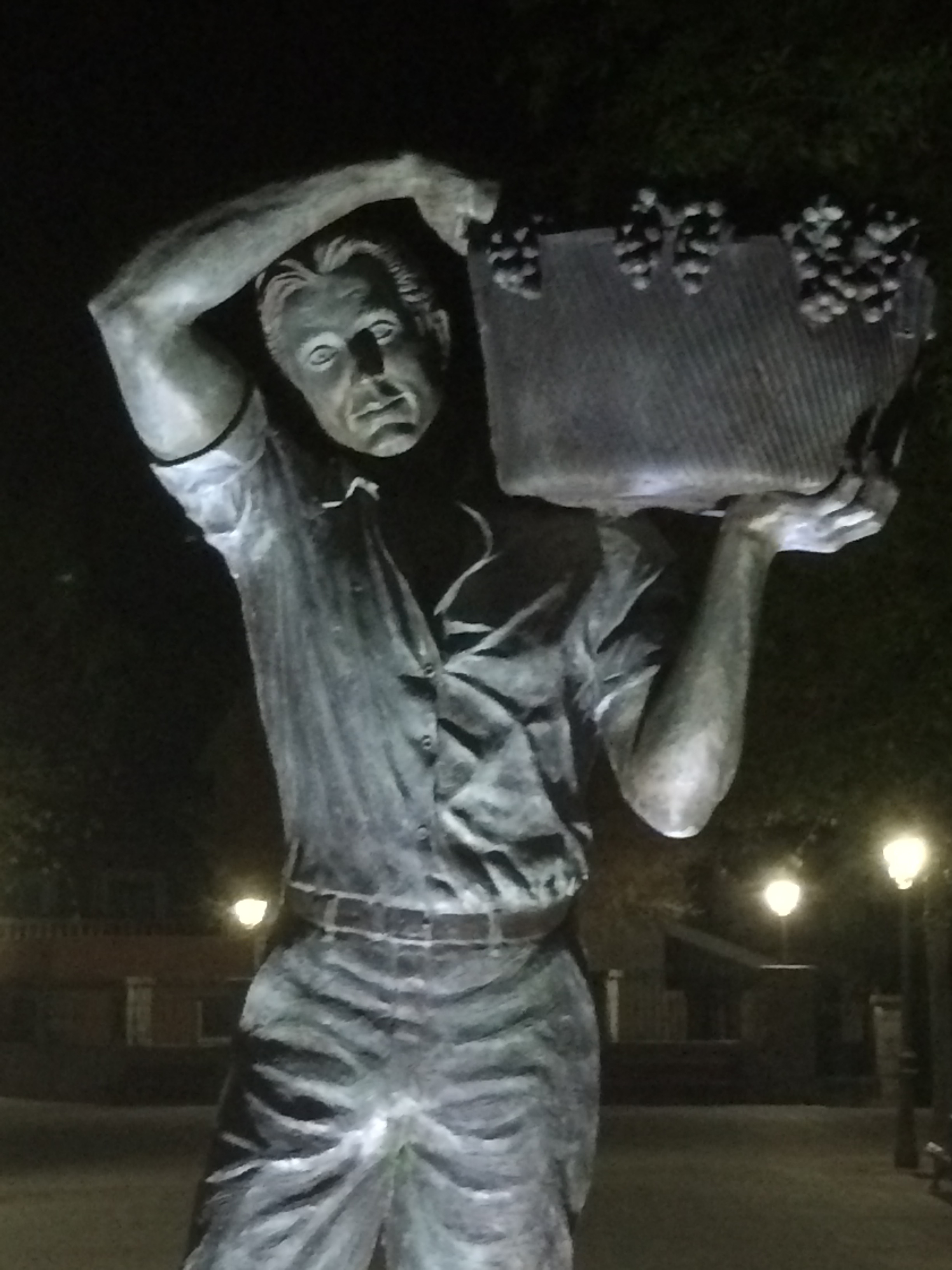
El vendimiador, estatua en honor a este oficio tan arraigado en Camarena, en la plaza Ramón y Cajal.

Camarena ha seguido y sigue creciendo y modernizándose. Se han llevado a cabo diversas construcciones y mejoras en infraestructuras, como la renovación de espacios públicos y la construcción de nuevas instalaciones deportivas. Entre las obras más destacadas se encuentran: la reconstrucción de la fachada exterior de la Iglesia de San Juan Bautista, la construcción de la Casa de la Cultura, el Centro de Salud, el CEIP Alonso Rodríguez, lo que hace que la localidad cuente con dos colegios, y el IES Blas de Prado . Además, se han desarrollado proyectos residenciales que han permitido un crecimiento sostenible del municipio, atrayendo a nuevas familias y revitalizando la vida local.

## Demografía
Cuenta con una población de 4634 habitantes (INE 2024). Camarena es el quinto municipio más poblado de la comarca de Torrijos.
A finales del siglo XIX y principios del siglo XX, el crecimiento demográfico se vio influenciado por el desarrollo de la agricultura y otras actividades económicas locales, como la producción de vino, cereales y aceite de oliva, que ofrecieron estabilidad económica a lo largo del tiempo. Sin embargo, a lo largo del siglo XX, Camarena, como muchas otras localidades rurales, experimentó una tendencia a la disminución de población debido a la migración hacia zonas urbanas en busca de empleo y mejores condiciones de vida. Esta emigración, conocida como éxodo rural, fue más notoria en la segunda mitad del siglo XX.
En los años recientes, como en muchas localidades de la provincia, se observa un gran crecimiento de población, impulsado por el desarrollo de infraestructuras y la mejora en la conectividad con Toledo y, sobre todo, con Madrid, lo que ha atraído a nuevas familias y a personas que buscan precios de vivienda más bajos o un estilo de vida rural, sin alejarse demasiado de las grandes ciudades.
| Gráfica de evolución demográfica de Camarena entre 1842 y 2021                                                        |
| |
| Población de derecho según los censos de población del INE. Población de hecho según los censos de población del INE. |

### Inmigración
La inmigración en Camarena, ha crecido notablemente en los últimos años, y en 2022, el 87,7% de la población era española, mientras que el resto correspondía principalmente a inmigrantes de Marruecos, Rumanía y América del Sur. 
Este aumento se debe a varios factores, entre ellos la búsqueda de empleo, ya que la cercanía con Toledo y Madrid facilita el acceso a oportunidades laborales en sectores como la construcción, la industria y los servicios. Además, la ubicación estratégica de Camarena permite a los inmigrantes establecerse en un entorno con precios de vivienda más asequibles, sin perder conexión con las grandes ciudades. La inmigración no solo impacta la demografía del municipio, sino que también contribuye a la revitalización económica y cultural del lugar.

### Población por núcleo
Aparte del núcleo principal de población, existen otros núcleos que conforman la población total del municipio. Estos son: Monteviejo (I y II) y Venta Real. Ambos se encuentran a unos 6 km al norte del núcleo principal, muy cercanos a la localidad vecina de Las Ventas de Retamosa.
| Núcleo        | Población (2024) |
| ------------- | ---------------- |
| Camarena      | 3834             |
| Monteviejo I  | 314              |
| Monteviejo II | 425              |
| Venta Real    | 61               |

## Economía

### Vino e industria vinícola
El vino es uno de los productos más característicos de Camarena y el principal motor económico de la localidad debido, entre varios factores, al buen clima de la zona y a una tierra provechosa, por lo que una parte importante de su población se ha dedicado tradicionalmente, y todavía se dedica, a la elaboración de este producto desde hace siglos. Gracias a ello, esta localidad toledana alberga notables bodegas de Castilla-La Mancha.
Cinco bodegas de Camarena pertenecen a la Denominación de Origen Méntrida, creada en 1976. Aunque todavía no se conoce con exactitud la fecha de inicio de los trabajos vitivinícolas en la comarca, es seguro que esta tradición lleva siglos practicándose en la zona, de modo que no es de extrañar el reconocimiento que tienen sus bodegas y los vinos que se preparan en ellas.
Las bodegas más importantes de la población de Camarena son: El Barro, Bodegas y Viñedos González, Canopy-Consul, Tavera, Cooperativa Viñedos de Camarena. Estas cinco primeras bodegas pertenecen a la Denominación de Origen Méntrida. Aparte, existen otras como: Finca Los Alijares, Luis Mariscal y Viña Bispo. En los últimos años se han introducido otras variedades de uva (tempranillo, merlot, syrah, cabernet…) para complementar las cualidades autóctonas de la variedad garnacha y así conseguir un producto de excelente calidad, exportándose a nivel nacional e internacional.

### Caza
Durante las décadas de 1970 y 1980, este municipio formó parte de los llamados "Cuatro Grandes" cotos de caza junto con Méntrida, Valmojado y Casarrubios del Monte, todos ubicados en una región privilegiada para la actividad cinegética debido a la diversidad de cultivos, la limpieza de alimañas y una gestión ejemplar del terreno.
La industria de la caza en Camarena alcanzó su auge en este período, con cotos privados que ofrecían experiencias de caza de alta calidad. La región era especialmente reconocida por la abundancia de perdices rojas naturales. Cacerías de alrededor 1.500 piezas eran bastante normales en esta zona. Este prestigio se fortaleció durante la dictadura de Francisco Franco, cuando la caza en los cotos de Camarena y otras áreas de la provincia de Toledo ganó notoriedad como una actividad vinculada a las élites políticas, figuras sociales del régimen o grandes empresarios, como Francisco Franco, el rey Juan Carlos I, Ramón Areces e Isidoro Álvarez, entre otros.

### Deuda viva
La deuda viva a 31 de diciembre de 2023, expresada en miles de euros, incluye:
Deudas con entidades de crédito, como bancos, cajas de ahorro, cooperativas de crédito y establecimientos financieros de crédito y las cuantías correspondientes a emisiones de deuda pública.
| Gráfica de evolución de Deuda viva del Ayuntamiento de Camarena entre 2008 y 2023                                     |
| |
| Deuda viva del Ayuntamiento de Camarena, en miles de euros, según datos del Ministerio de Hacienda y Función Pública. |

## Comunicaciones

### Carreteras
| Carretera | Itinerario | Descripción |
| --------- | --- | --- |
| CM-4003   | Desde Valmojado hasta el enlace con la A-42 (entre el núcleo de Bargas y Toledo)                                        | Es la carretera que da acceso y trascurre por el centro del municipio y lo recorre en su totalidad. Incluye los núcleos de Monteviejo (I y II) y Venta Real.              |
| TO-1927   | Desde el término de Fuensalida hasta el cruce con la CM-41 en Chozas de Canales.                                        | Se encuentra a 2 km al sur del centro de la localidad y enlaza con la CM-4003. Conecta con diferentes localidades cercanas como Fuensalida, Torrijos o Chozas de Canales. |
| CM-41     | Desde el cruce con la A-5, al sur de Valmojado, hasta las localidades de Yuncos e Illescas.                             | Situada a 10 km al norte del municipio, conecta con la CM-4003. |
| A-5       | Desde Madrid hasta la provincia de Badajoz, pasando por localidades como Móstoles, Navalcarnero y Talavera de la Reina. | Conecta con la CM-41 a pocos kilómetros de su enlace con la CM-4003. Desde ella se puede acceder a Madrid.                                                                |
| A-40      | Desde el cruce con la A-5 en Maqueda hasta Cuenca, pasando por localidades como Torrijos, Ocaña y Tarancón.             | A unos 25 km, la CM-4003 se enlaza con esta autovía, que da acceso a Toledo.                                                                                              |
| A-42      | Desde Madrid hasta Toledo, pasando por localidades como Getafe, Parla y Fuenlabrada.                                    | A unos 25 km, la CM-4003 se enlaza con esta autovía, que da acceso a Toledo.                                                                                              |

### Transporte público
Por la localidad discurre una línea de autobuses que conecta Madrid con Toledo por Valmojado y viceversa, haciendo varias paradas en Camarena y en los municipios cercanos durante su trayectoria. Esta línea es la VAC-063 y está operada por la empresa SAMAR. Se permite la utilización del Abono Transportes del Consorcio Regional de Transportes de Madrid (CRTM) para los trayectos que se dirigen a la Comunidad de Madrid, ya que este municipio se encuentra dentro de la zona tarifaria E1.
La estación de tren más próxima se encuentra en Toledo, con una línea que conecta la ciudad con Madrid gracias a trenes Avant de media distancia y alta velocidad. Para quienes desean acceder a una red más amplia de transporte ferroviario, es recomendable dirigirse a la estación de Madrid-Atocha, el principal nodo de comunicaciones ferroviarias de la capital. Si se quiere acceder a la red de Cercanías Madrid, la estación más cercana es la de Móstoles-El Soto, por la que pasa la línea .

## Administración y política
| Periodo    | Nombre                             |
| ---------- | ---------------------------------- |
| 1867 -1882 | Fermín de Lozoya                   |
| 1888 -1889 | Justo Romo                         |
| 1896 -1914 | Pedro Hernández                    |
| 1916       | Juan Serrano Pérez                 |
| 1921 -1923 | Alfredo de Lozoya y Fernández      |
| 1923 -1924 | Tomás Pérez y Romo                 |
| 1925       | Antonio Freige Vega                |
| 1925 -1927 | Alfredo de Lozoya y Fernández      |
| 1928       | Félix Elzaurdia y Lozoya           |
| 1928       | Alfredo de Lozoya y Fernández      |
| 1930 -1931 | Félix Elzaurdia y Lozoya           |
| 1933 -1935 | Alfredo de Lozoya y Fernández      |
| 1936 -1959 | Félix Elzaurdia y Lozoya           |
| 1961 -1965 | Urbano López Salazar               |
| 1968       | Cecilio-Tomás Mariscal López       |
| 1968       | Urbano López Salazar               |
| 1968       | Cecilio-Tomás Mariscal López       |
| 1969 -1972 | Pablo Elzaurdia López              |
| 1973 -1979 | Bonifacio Pérez García             |
| 1979       | Moisés Carrillo Pérez (Accidental) |

| Periodo   | Nombre                                                                                   | Partido | Partido |
| --------- | ---------------------------------------------------------------------------------------- | ------- | ------- |
| 1979-1983 | Gregorio García Alonso                                                                   |         | PSOE    |
| 1983-1987 | Eusebio Pedro Fernández Rodríguez (ha. 21-9-1985) Daniel Cristóbal Morel (ds. 21-9-1985) |         | AP      |
| 1987-1991 | Luis Crespo Crespo                                                                       |         | PSOE    |
| 1991-1995 | Luis Crespo Crespo                                                                       |         | PSOE    |
| 1995-1999 | Luis Crespo Crespo                                                                       |         | PSOE    |
| 1999-2003 | Luis Crespo Crespo                                                                       |         | PSOE    |
| 2003-2007 | Luis Crespo Crespo                                                                       |         | PSOE    |
| 2007-2011 | Bonifacio Segovia Pérez                                                                  |         | PP      |
| 2011-2015 | Bonifacio Segovia Pérez                                                                  |         | PP      |
| 2015-2019 | Rosario García Saco                                                                      |         | PSOE    |
| 2019-2023 | Rosario García Saco                                                                      |         | PSOE    |
| 2023-act. | Sonia Seseña Agudo                                                                       |         | PP      |

| Partido político                     | 2023  | 2023  | 2023       | 2019  | 2019  | 2019       | 2015  | 2015  | 2015       | 2011  | 2011  | 2011       |
| Partido político                     | %     | Votos | Concejales | %     | Votos | Concejales | %     | Votos | Concejales | %     | Votos | Concejales |
| PSOE                                 | 43,42 | 825   | 5          | 47,18 | 852   | 6          | 55,84 | 1.008 | 6          | 45,32 | 891   | 5          |
| PP                                   | 35,89 | 682   | 4          | 35,99 | 650   | 4          | 42,05 | 759   | 5          | 45,27 | 890   | 5          |
| Vox                                  | 19,42 | 369   | 2          | -     | -     | -          | -     | -     | -          | -     | -     | -          |
| Ciudadanos                           | -     | -     | -          | 15,61 | 282   | 1          | -     | -     | -          | -     | -     | -          |
| CPI (Camarena Partido Independiente) | -     | -     | -          | -     | -     | -          | -     | -     | -          | 7,93  | 156   | 1          |

## Cultura

### Patrimonio

#### Iglesia de San Juan Bautista

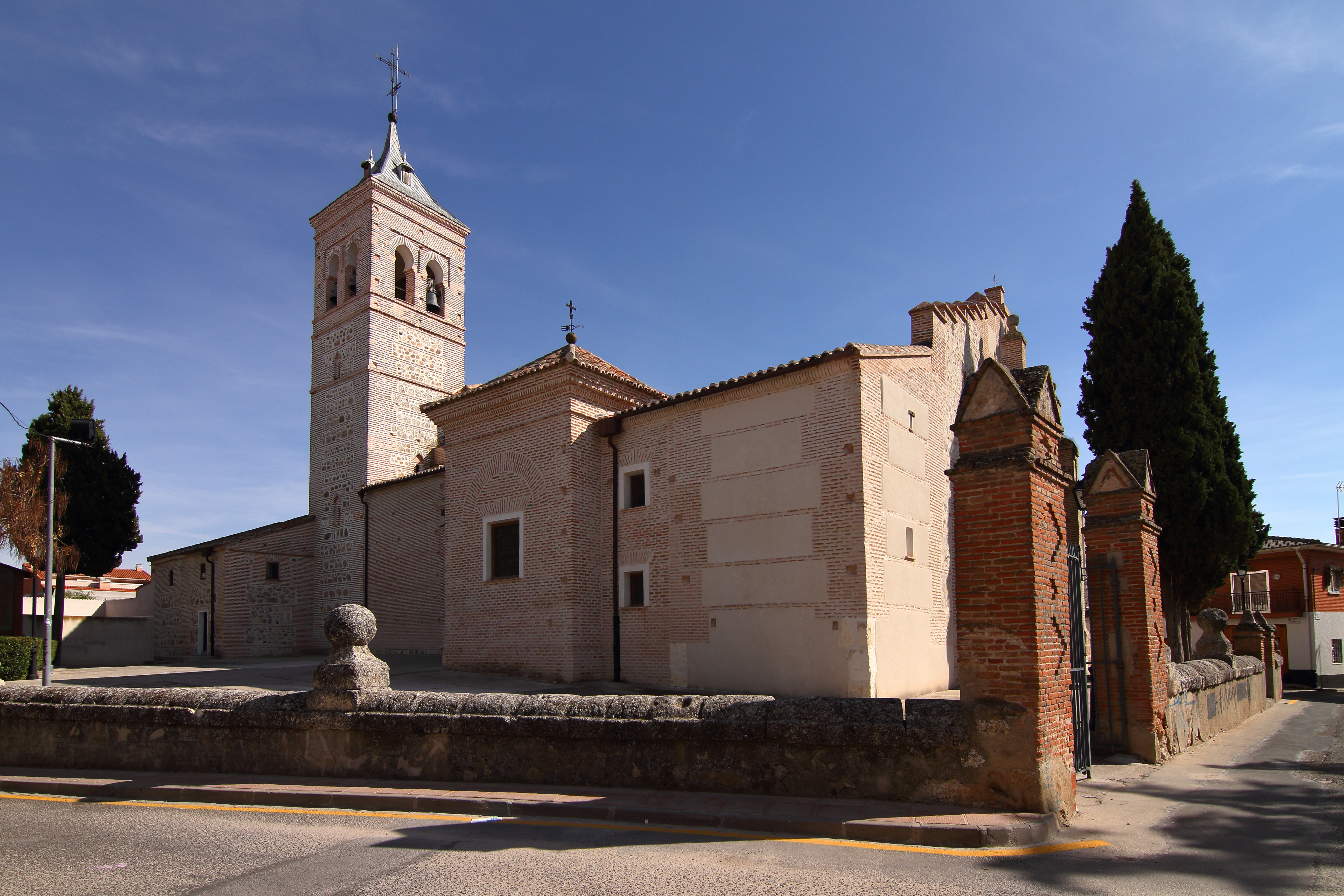
Iglesia de San Juan Bautista

La iglesia de San Juan Bautista, del siglo XV y de estilo gótico-mudéjar, se ha convertido en el monumento más emblemático de la localidad. De planta basilical, se compone de tres naves renacentistas con cuatro tramos.
Retablo

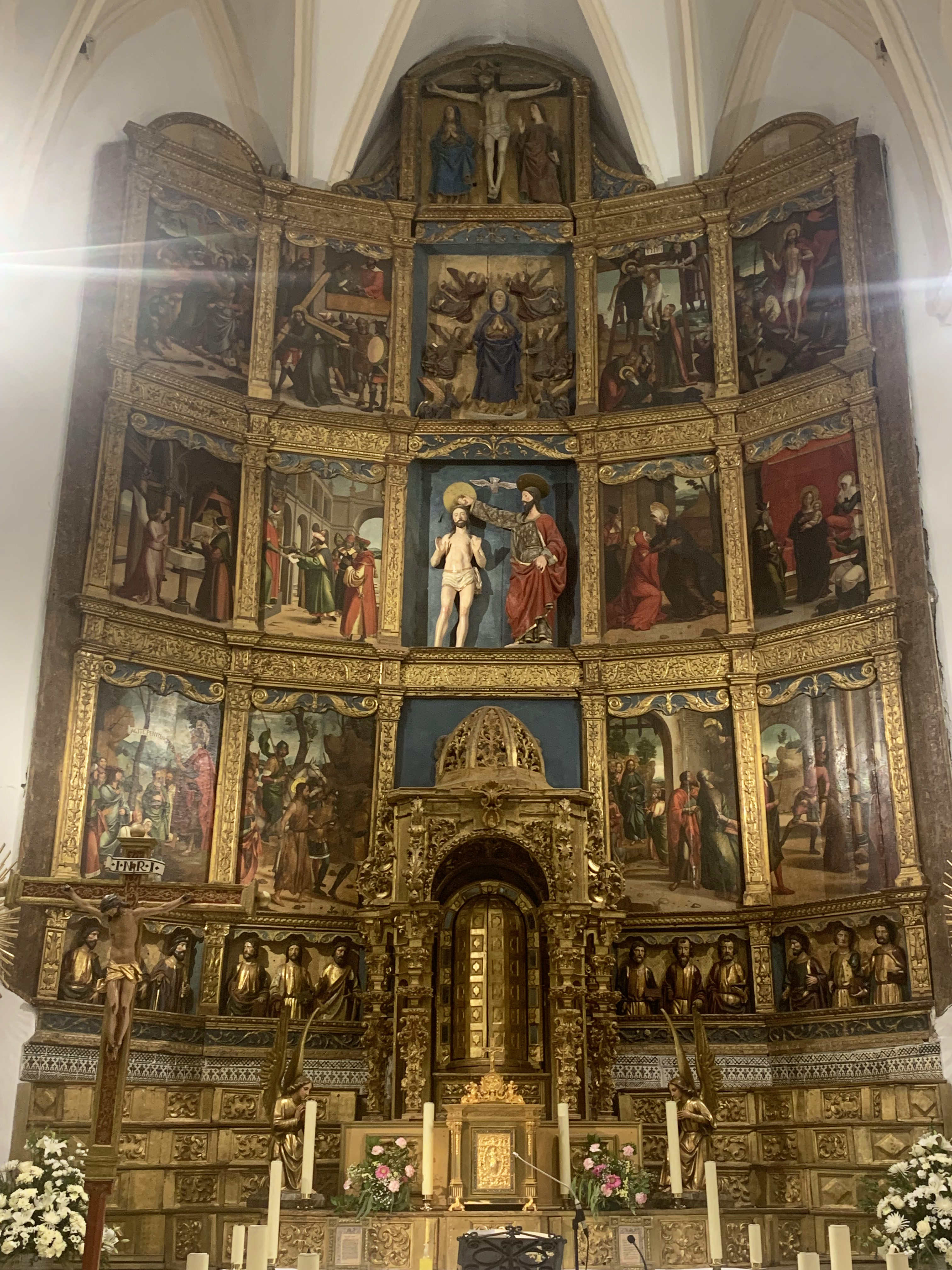
Retablo de la iglesia San Juan Bautista, que data del

Este retablo construido entre los años 1516 y 1517, es de estilo gótico compuesto por doce tablas pintadas al óleo por Juan de Borgoña y que combinan asuntos sobre la vida del santo titular de la parroquia y la vida de Jesús y siete grupos escultóricos realizados por Diego Copin de Holanda, estas esculturas son: En la parte baja del retablo nos encontramos con las esculturas de los doce apóstoles, realizado en grupos de tres personas. De abajo arriba, por la calle central del retablo nos encontramos: El bautismo de Cristo, La Asunción de la Virgen y en la parte más alta la escena de la Crucifixión. Otros retablos de interés son el barroco de la Virgen del Rosario y el de la Virgen con el Niño, ambos del siglo XVIII y procedentes del desaparecido convento de Mínimos.
Carroza de la Virgen de la Caridad, Carroza de Luis I

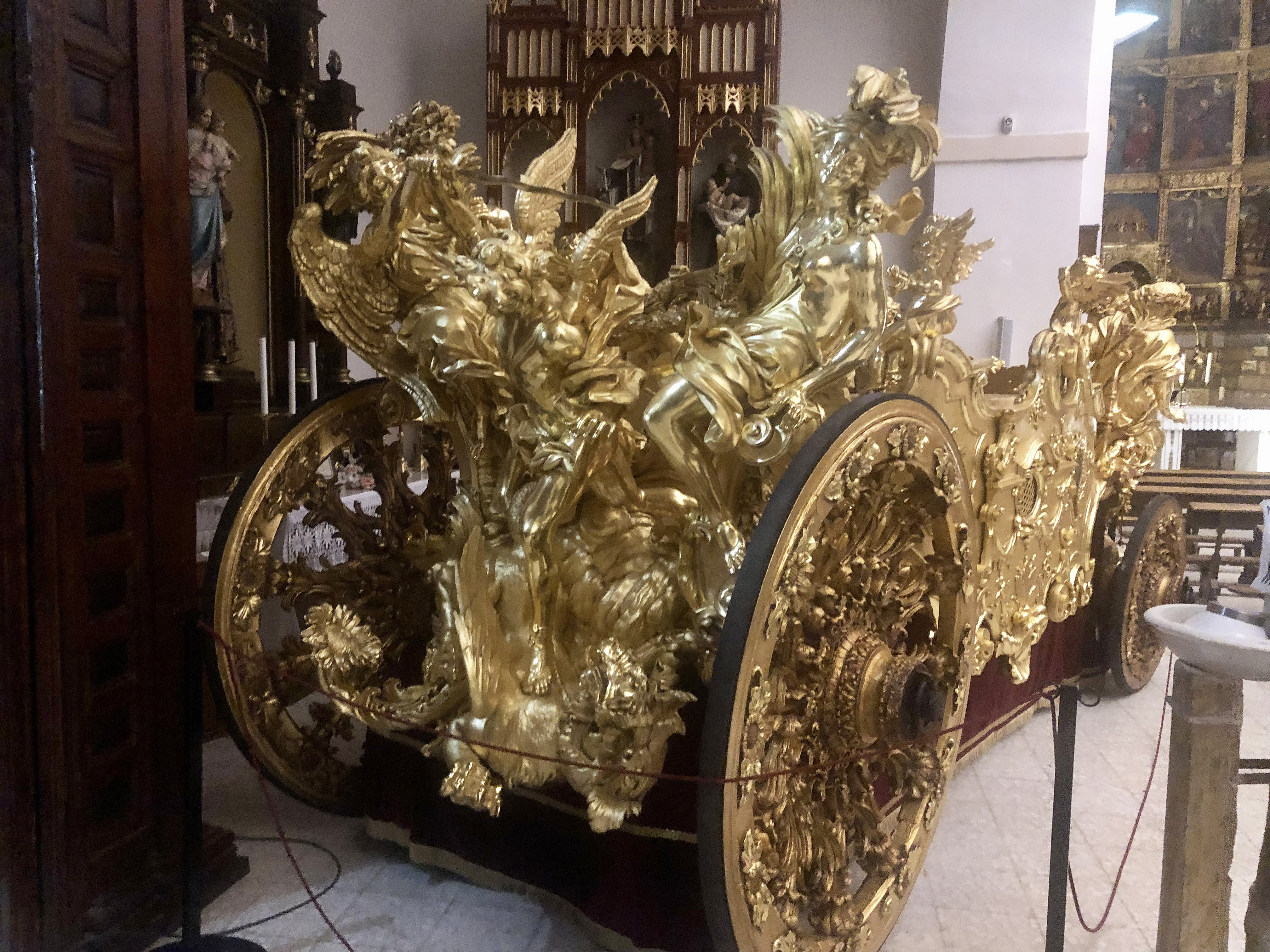
Parte posterior de la Carroza

La Carroza de la Virgen de la Caridad es una obra fechada en un principio en el siglo XVIII. Se trata de una carroza barroca dotada de gran ornamentación. Está decorada con esculturas doradas de tamaño natural, con temas profanos y de la mitología grecorromana. Una de las informaciones más importantes sobre su procedencia, según el investigador local Daniel Cristóbal Morell, aclara que fue la carroza que utilizó el rey Luis I para su coronación. Esto se debe a que Tomás López, geógrafo de la Corte de Carlos III, a finales del siglo XVIII, recogió un testimonio del cura que entonces se hallaba en el pueblo, y expuso lo siguiente acerca de Sebastián de Flores, un ingenioso camarenero cerrajero:

[...] Por estas y otras pruebas de su ingenio mereció el aplauso de la Corte, y la aceptacion de los Reyes Phelipe 5º y dª Isabel Farnesio, qes entre otras muestras de su Rl liberalidad, le donaron la Carroza, qe sirvió a la Coronacion de Luis primº pª qe sirviese a la Virgen de la Caridad de su Pueblo en sus Procesiones, como en efecto esta sirviendo a dho uso desde el año de 28”.

En el documento podemos leer que la carroza fue regalada al ilustre Sebastián de Flores, para que pudiera ser utilizada por la Virgen de la Caridad, por los reyes Felipe V e Isabel de Farnesio y que previamente fue utilizada por el rey Luis I para su coronación. También apunta que desde 1728 es utilizada para la procesión de la Virgen. A pesar de no haber aparecido el documento oficial de la donación, esta información es bastante esclarecedora.

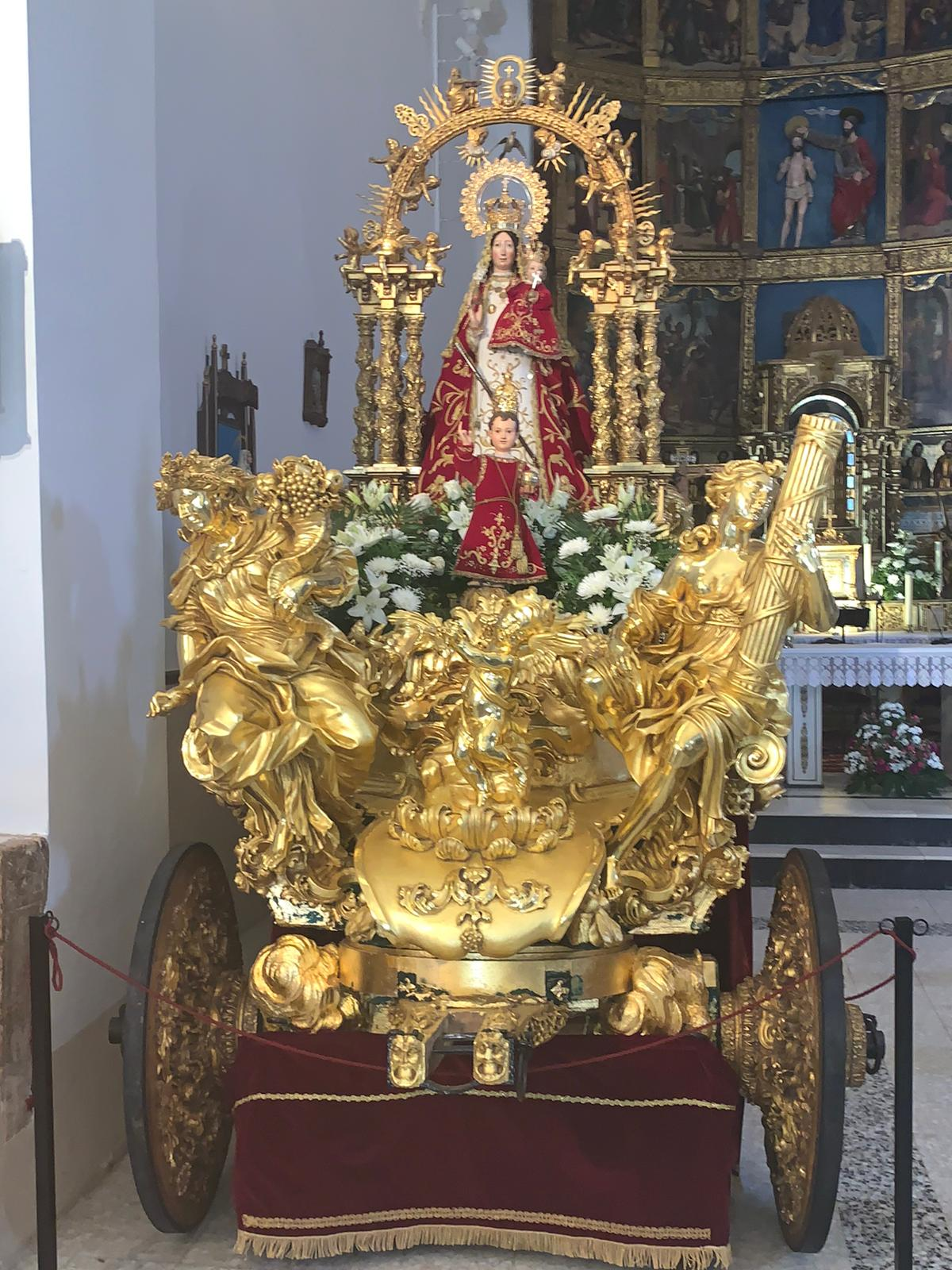
La Virgen de la Caridad en su carroza

Otra información recogida en el libro de Daniel Cristóbal Morell, dice que en 1716 el rey Juan V de Portugal mandó tres carrozas a la embajada de Rodrigo Anes Sá Menezes, marqués de Fontes. Una de esas carrozas es la que ahora se encuentra en este pueblo toledano. Aunque no hay documentación al respecto, la carroza pudo llegar al pueblo por medio de una pragmática de 1723 del rey Felipe V, por la que se regulaba el uso de carrozas y otros objetos de lujo.
Por otro lado, en noviembre de 2020, la revista británica especializada The Burlington Magazine publicó un estudio de investigación, titulado 'The Apollo Coach by Cristoforo Schor', del profesor español de historia del arte y conservador de museos Raúl Martínez Arranz, en el que se extraen novedades como la fecha de fabricación de la carroza: 1697, que fue construida por el taller de Cristoforo Schor, en Nápoles, territorio español por entonces bajo el reinado de Carlos II, y que tuvo como destino al nuevo embajador del Reino de España en la Santa Sede, en Roma, Luis de Moscoso Osorio, conde de Altamira. El 7 de agosto de 2021, el investigador ofreció por vez primera en Camarena una conferencia al respecto, en la iglesia de San Juan Bautista, titulada 'De Roma a Camarena. La Carroza de Apolo, una joya del barroco'.

#### Ermita del Cristo de la Sangre

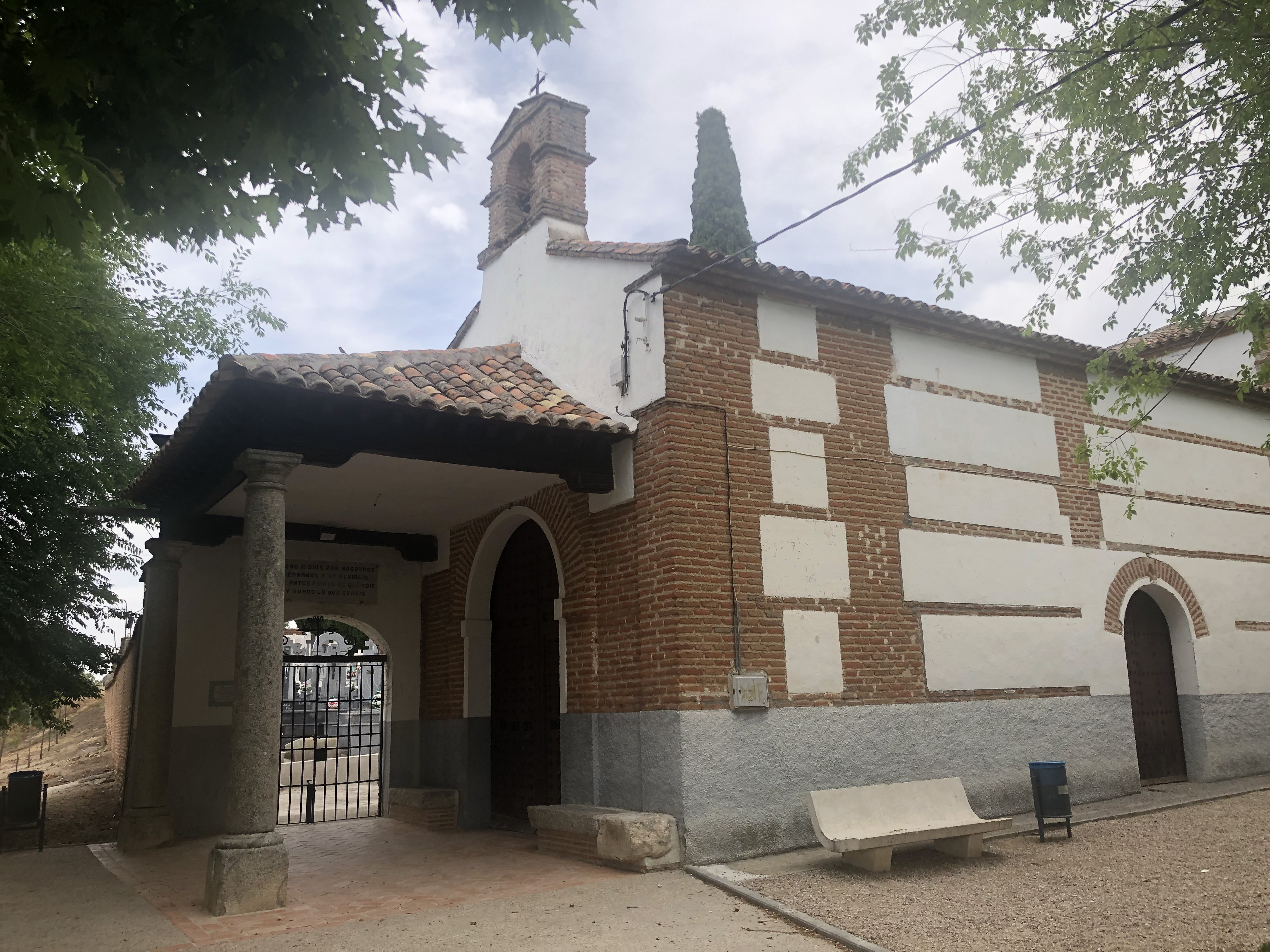
Ermita del Cristo de la Sangre

También conocida como ermita del Cristo, data del siglo XVI. Construida a las afueras de la localidad, junto al cementerio, se convirtió en capilla en el siglo XIX. Es una ermita sencilla y con una sola nave y contiene elementos de la arquitectura mudéjar toledana. En su interior existe un original y ornamentado retablo barroco del siglo XVII, de madera estofada y dorada que alberga la imagen del Santísimo Cristo de la Sangre. Bajo el porche principal, sobre el arco de una de las puertas que dan acceso al cementerio, aparece un texto que reza: 'Rogad a Dios por nosotros hermanos y no olvidéis que antes fuimos lo que sois y somos lo que seréis'.

#### Convento de Nuestra Señora de la Concepción
Su origen data del siglo XVI, perteneciente a la Orden de los Mínimos y fue fundado por Alonso Rodríguez, un ilustre teólogo camarenero, en 1562. En la actualidad se conserva parte de la fachada principal, en la Avenida de la Paz, con los restos estructurales de la puerta principal y una escultura de la Virgen en lo alto de la fachada. En el interior se conservan algunos arcos. Hoy, el edificio está dividido en varias propiedades, destacando en una de ellas un restaurante, denominado Mesón Gregorio II, que destaca, además de por su gastronomía castellana, por el gran número de personajes notables que, durante décadas, han frecuentado y frecuentan el local.

#### Plaza de la Virgen de la Caridad y casa consistorial
Sus orígenes se remontan a los siglos XVI y XVII, de carácter popular. La plaza original fue diseñada por el vecino maestro albañil Juan de Barrientos, a partir del año 1576; presentando soportales adintelados y dos plantas. La obra es continuada por el también maestro de albañilería Jerónimo de Espinosa y el maestro de carpintería Juan Domínguez. El edificio principal de la plaza, en forma de ele, es la casa consistorial. La actual, reconstruida completamente en la última década de los años noventa del siglo XX, se inspira en la original, del siglo XVI y XVII. Su fachada principal forma una galería con soportales. En la fachada lateral, que da a la calle Era Alta, aparecen tres escudos que fueron desmontados del emplazamiento original durante la última remodelación. Asimismo, en el frente que mira a la plaza, existe una hornacina con un pequeño Cristo dentro, muy venerado, denominado popularmente como Cristo de la Plaza.

#### Prado Palacios
El Prado Palacios es un espacio natural reforestado en 2006, con especies autóctonas como pinos y encinas. Cuenta con una extensión de aproximadamente 32 hectáreas, este parque destaca por su riqueza ecológica. Alberga una variada fauna típica del bosque mediterráneo, incluyendo especies como el conejo, la perdiz roja, el águila perdicera, el águila real, el milano, el buitre leonado y el meloncillo. Además de su valor ecológico, el Prado Palacios es un lugar de recreo para la comunidad, con instalaciones como mesas, columpios y senderos.

### Patrimonio inmaterial

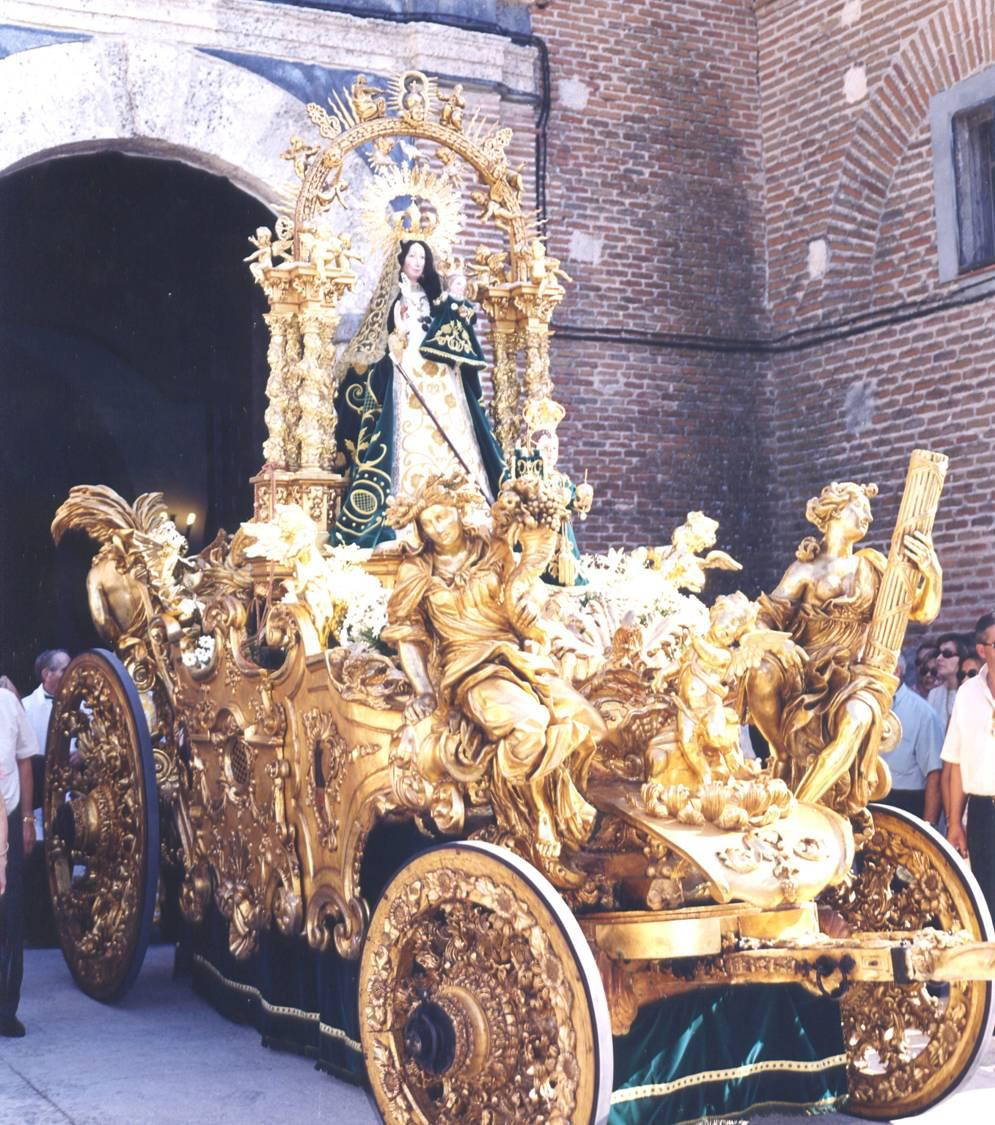
La Virgen de la Caridad a su salida del templo el día 15 de agosto

- 2 de febrero: Fiesta del judío y la Candelaria (3 de febrero).
- Domingo de Resurrección: Quema de Judas
- Fecha movible: Domingo de Carnaval. Es una de las dos veces del año que la imagen de la Virgen de la Caridad sale en una procesión.
- 25 de abril: San Marcos. En esta popular fiesta se celebra una romería hacia el Prado Palacios, un paraje natural donde se celebra la conocida Junta de San Marcos.
- 24 de junio: San Juan Bautista. Patrón de Camarena.
- 15 de agosto: Virgen de la Caridad.

Son las fiestas mayores de la localidad, en ellas se produce la procesión de la Virgen de la Caridad, la más multitudinaria de todo el año, y una gran variedad de actos que se prolongan durante varios días.
Su origen se remonta al año 1237, cuando fue encontrada la imagen en el paraje conocido como la Fuente Santa por una pastorcita, el día de la víspera de la Asunción de la Virgen. Ella contó en el pueblo que se le había aparecido la Virgen de la Caridad y que quería habitar entre ellos, al llegar las autoridades civiles y eclesiásticas al dicho lugar se encontraron con la imagen que trasladaron a la villa.
- 14 de septiembre movible: Santísimo Cristo de la Sangre.

#### Los Quintos
Al igual que en muchos otros pueblos de España, en Camarena, los quintos, es decir, los varones (y más tarde también las mujeres) que cumplían 18 años y que por tanto debían cumplir con el servicio militar obligatorio, tienen un protagonismo muy especial en distintos momentos a lo largo del año: talla y sorteo, ya desaparecidos, Semana Santa, el Mayo, también extinto y la noche de la víspera de Todos los Santos.
La talla y el sorteo eran los momentos en los que se decidía quién podía o no realizar el servicio militar y donde lo iba a llevar a cabo. Se obsequiaba a los jóvenes con dulces, pastas, vino y otros regalos. Con la desaparición de la popularmente conocida como mili, esta tradición desapareció.
El día de Jueves Santo los quintos portan el paso de la Oración del Huerto en la procesión en su recorrido hasta el cementerio.
La noche de la víspera del Domingo de Resurrección, los quintos y quintas, ataviados con su ropa andrajosa recorren las calles del pueblo tirando cohetes y pintando paredes. También esa noche, junto con sus familiares, levantan un arco de ramas en la plaza y lo adornan con mantones de Manila. Debajo de ese arco tendrá lugar el encuentro en procesión de Cristo Resucitado y la Virgen María, esta última imagen portada por las quintas. En ese momento en el que se encuentran, prenden fuego al Judas, un muñeco de paja con una bomba en su interior, caracterizado con algún personaje famoso de regocijo popular, que ellos mismos han creado. Durante el encuentro preden fuego a la bomba del Judas y se produce una gran explosión. Después se produce una misa a la que deben acudir. Después es tradicional pedir dinero para celebrar una comida.
El último día de abril, los quintos traían el árbol más alto que encontraban y lo “plantaban” en la plaza, es lo que se llama “plantar el mayo”. El Mayo se colocaba el
año anterior al de su quinta. Solía ser de chopo y se colocaba en la cima un “trofeo” para que se pudiera alcanzar gateando por él. Era la noche en que los mozos rondaban a las mozas. Con el tiempo esta tradición se ha ido extinguiendo.
La víspera del día de Todos los Santos, los quintos se reúnen para hacer, comer y embadurnarse con las “puches” y pasan toda la noche lanzando cohetes. Por la mañana piden dinero para celebrar una comida.